# Wolfgang König (Mediziner)
Wolfgang König (* 30. August 1943 in Coesfeld) ist ein deutscher Mediziner, Mikrobiologe und Immunologe. Er war bis zu seiner Emeritierung Professor an der Medizinischen Fakultät der Otto-von-Guericke-Universität Magdeburg und Direktor des Instituts für Medizinische Mikrobiologie.

## Leben
König besuchte von 1950 bis 1954 die Grundschule und von 1954 bis 1963 das Hittorf-Gymnasium in Recklinghausen. Nach dem Abitur 1963 nahm er ein Studium der Humanmedizin an den Universitäten Münster (WWU) bis 1965 (Physikum), 1965–1966 an der Ludwig-Maximilians-Universität München und der Medizinischen Akademie der Universität Düsseldorf auf. Dort legte er 1968 das Staatsexamen ab und wurde 1969 zum Dr. med. mit dem Thema „Das Schicksal der Bechterew-Kranken“ (Orthopädie) promoviert.
Nach Tätigkeiten als Medizinalassistent in Marl (Marienhospital, NRW) sowie der Medizinischen Klinik der Universität Marburg wurde König 1970 wissenschaftlicher Assistent bei Paul Klein am Institut für Medizinische Mikrobiologie der Universität Mainz. 1970 legte er das ECFMG (Educational Council for Foreign Medical Graduates – amerikanisches Staatsexamen) ab. 1972 wurde er zum wissenschaftlichen Mitarbeiter an der Universität Mainz ernannt. Anschließend ging König im Jahr 1972 zunächst als Stipendiat der Deutschen Forschungsgemeinschaft (DFG) und der National Institutes of Health (NIH) an die Johns-Hopkins-Universität Baltimore/Maryland (USA) und arbeitete dort mit Kimishige Ishizaka (Entdecker des Immunglobulins E) sowie mit L. M. Lichtenstein über die immunologischen Basismechanismen der allergischen Reaktion, ihre Auslösung sowie Mediatoren der Entzündung aus Effektorzellen (Basophile Mastzellen, Neutrophile und Eosinophile).
1977 kehrte er als wissenschaftlicher Mitarbeiter an das Mainzer Institut zurück, habilitierte sich dort 1977 mit der Schrift „Studien zur membranbiologischen Grundlage der Sensibilisierung“ und erhielt die Venia legendi für Medizinische Mikrobiologie an der Universität Mainz mit Ernennung zum Professor. 1977 erhielt er für seine Arbeiten zum Immunglobulin E den Boehringer-Ingelheim-Preis. Im Jahr 1978 nahm er den Ruf zum wissenschaftlichen Rat und Professor auf Lebenszeit an die Ruhr-Universität Bochum mit der Leitung der akademischen Struktureinheit „Infektabwehrmechanismen“ am Lehrstuhl für Medizinische Mikrobiologie an. 1981 erfolgte die Anerkennung als Arzt für Mikrobiologie und Infektionsepidemiologie und 1987 die Amtsbezeichnung Universitätsprofessor auf Lebenszeit nach Änderung des Bundesbesoldungsgesetzes.
König arbeitete maßgeblich in Forschungsgruppen der DFG (1. Sonderforschungsbereich Immunologie Mainz), an der RUB in Schwerpunktprogrammen der DFG (obstruktive Atemwegserkrankungen, Eicosanoide, ARDS (akutes respiratorisches Distress Syndrom), mikrobielle Pathogenität) sowie in Programmen von VW-Stiftung (das chronisch kranke Kind, Mukoviszidose), von BMBF und BMI (Brandverletzte), Hertie Stiftung (Multiple Sklerose), Fraunhoferstiftung sowie der Europäischen Gemeinschaft.
Unter den akademischen Rufen waren eine Professur für das Fachgebiet Infektiologie der FU Berlin mit Leitung des Robert-Koch-Instituts des Bundesgesundheitsamtes (1992), Professur Umweltmedizin (1995) mit der Leitung des Medizinischen Instituts für Umwelthygiene (MIU), Universität Düsseldorf, Professur Medizinische Mikrobiologie Universität Magdeburg sowie Universität Halle-Wittenberg (1993). 1995 erhielt König die Anerkennung für das Fach Umweltmedizin. 1996 erfolgte die Ernennung zum Universitätsprofessor des Landes Sachsen-Anhalt und zum Direktor des Instituts für Medizinische Mikrobiologie der Otto-von-Guericke-Universität Magdeburg. Damit verbunden waren die Weiterbildungsbefugnisse im Gebiet Mikrobiologie, Virologie und Infektionsepidemiologie, sowie die Berufung in die Fach- und Prüfungskommission des Landes Sachsen-Anhalt „Mikrobiologie und Infektionsepidemiologie“ bis 2011. Von 2002 bis 2012 arbeitete er nach Berufung als Sachverständiger im Fachgebiet „Medizinische Mikrobiologie“ des Instituts für medizinische und pharmazeutische Prüfungsfragen Mainz (IMPP).
2008 wurde König emeritiert und führte das Institut als Direktor bis Juni 2010 weiter. Seit 2011 ist König Fellow der International Rotarian Doctors und seit 2012 Fellow der Royal Society of Medicine auf Lebenszeit. Forschungsaufenthalte und Projekte wurden in Nigeria, Tansania, Uganda, Kamerun u. a. durchgeführt. Seit 2011 wird die Thematik „Entzündungsforschung“ im Zenit Magdeburg bearbeitet.

## Forschung
In Mainz befasste sich König mit Basismechanismen der Komplementaktivierung und ihren Auswirkungen bei der Entzündung. An der Johns-Hopkins-Universität waren Mechanismen zu den Grundlagen der allergischen Reaktion von Mastzellen durch das Immunglobulin E und der Entzündungsmediatoren (Histamin, eosinophil chemotaktischer Faktor) sein Forschungsgebiet, an der Ruhr-Universität Bochum folgten Forschungsarbeiten zur Regulation von IgE im Tiermodell und humanen Zellen, Freisetzung von Entzündungsmediatoren aus Immuneffektorzellen (Neutrophile, Eosinophile, Mastzellen) und mikrobiellen Pathogenitätsfatoren (Toxine, Adhäsine, Superantigene), Wechselwirkung mit Effektorzellen, sowie klinisch-immunologische Projekte von Allergie, Entzündung, Immunregulation bei Schock und Sepsis, Immuntoxikologie.
In Magdeburg an der Otto-von-Guericke-Universität widmete sich König dem Aufbau eines Neubaus des Instituts für Medizinische Mikrobiologie und Virologie für Forschung, Lehre und Diagnostik. Hier forschte er zu bakteriellen Pathogenitätsmechanismen von Helicobacter pylori, respiratorischen Viren, Pathogenität (RSV), immunologischen Effektor- und mikrobiellen Resistenzmechanismen sowie zu immunologischen Mechanismen und Regulation bei der Toxoplasma-Infektion (Schlüter). Er betrieb hierzu Verbundprojekte mit den Kliniken für Gastroenterologie, Chirurgie, Kinderklinik, Ophthalmologie, Dermatologie und Klinische Chemie.

## Mitgliedschaften (Auswahl)
- Mitglied in vielen nationalen Gesellschaften, unter anderen der DGFI (Deutsche Gesellschaft für Immunologie, 1971)
- DGHM-Deutsche Gesellschaft für Hygiene und Mikrobiologie (1979)
- Robert-Koch-Stiftung (1980)
- Paul-Ehrlich-Gesellschaft für Chemotherapie (1986)
- Europäische und amerikanische Gesellschaft der Immunologie sowie Allergie (1975)

## Auszeichnungen
- 1977: Boehringer-Ingelheim-Preis
- 2006: Ehrenmitgliedschaft der Gesellschaft für Lungen- und Atmungsforschung Bochum in der Deutschen Gesellschaft für Pneumologie
- 2012: Ehrenmitgliedschaft in der Westdeutschen Gesellschaft für Pneumologie

## Veröffentlichungen (Auswahl)
- W. König, D. Bitter-Suermann u. a.: Bypass-activation of the complement system starting with C3-II. C3-activation by gamma-1-immune aggregates in guinea pig serum. In: Immunochemistry. 10, 1973, S. 431–437, doi:10.1016/0019-2791(73)90012-8.
- W. König, D. Bitter-Suermann, M. Dierich, M. Limbert, H. U. Schorlemmer, U. Hadding: DNP-antigens activate the alternate pathway of the complement system. In: Journal of immunology. Band 113, Nummer 2, August 1974, S. 501–506, PMID 4858625.
- W. König, K. Ishizaka: Association of receptors for mouse IgE with the plasma membrane of rat mast cells. In: Journal of immunology. Band 113, Nummer 4, Oktober 1974, S. 1237–1245, PMID 4412106.
- W. König, H. Okudaira, K. Ishizaka: Specific binding of mouse IgE with rat mast cells. In: Journal of immunology. Band 112, Nummer 5, Mai 1974, S. 1652–1659, PMID 4206495.
- W. König, B. M. Czarnetzki, L. M. Lichtenstein: Eosinophil chemotactic factor (ECF). II. Release from human polymorphonuclear leukocytes during phagocytosis. In: Journal of immunology. Band 117, Nummer 1, Juli 1976, S. 235–241, PMID 932426.
- W. König, H. Tesch, N. Frickhofen: Generation and release of eosinophil chemotactic factor from human polymorphonuclear neutrophils by arachidonic acid. In: European journal of immunology. Band 8, Nummer 6, Juni 1978, S. 434–437, doi:10.1002/eji.1830080612, PMID 352712.
- A. Fischer, W. König: Regulation of CD23 expression, soluble CD23 release and immunoglobulin synthesis of peripheral blood lymphocytes by glucocorticoids. In: Immunology. Band 71, Nummer 4, Dezember 1990, S. 473–479, PMID 2149121, PMC 1384865 (freier Volltext)
- R. Arnold, B. König, W. König: G-proteins in allergy. In: Clinical and Experimental Allergy. Band 27 Suppl 2, November 1997, S. 1–7, doi:10.1111/j.1365-2222.1997.tb02576.x, PMID 9413625 (Review).
- R. Arnold, B. König, H. Werchau, W. König: Respiratory syncytial virus deficient in soluble G protein induced an increased proinflammatory response in human lung epithelial cells. In: Virology. Band 330, Nummer 2, Dezember 2004, S. 384–397, doi:10.1016/j.virol.2004.10.004, PMID 15567433.
- B. Ghebremedhin, M. O. Olugbosi, A. M. Raji, F. Layer, R. A. Bakare, B. König, W. König: Emergence of a community-associated methicillin-resistant Staphylococcus aureus strain with a unique resistance profile in Southwest Nigeria. In: Journal of clinical microbiology. Band 47, Nummer 9, September 2009, S. 2975–2980, doi:10.1128/JCM.00648-09, PMID 19571020, PMC 2738091 (freier Volltext).
- B. Ghebremedhin, W. Koenig: Comparative study of nasal bacterial carriage in pediatric patients from two different geographical regions. In: European journal of microbiology & immunology. Band 2, Nummer 3, September 2012, S. 205–209, doi:10.1556/EuJMI.2.2012.3.6, PMID 24688767, PMC 3962756 (freier Volltext).